# Rainer Sarnet
Rainer Sarnet (Rakvere, 3 de març de 1969) és un director de cinema i de teatre estonià.
Va estudiar a l'escola secundària de Rakvere i es va graduar el 1998 en direcció cinematogràfica a la Universitat de Tallinn.
Ha treballat a l'estudi d'animació Studio B filmant anuncis. El 1993–1995, juntament amb Rein Pakk, va publicar cómics als diaris Hommikuleht i Nelli Teataja. Les seves pel·lícules November i La lluita invisible han tingut ressò internacional.

## Filmografia
- "Merehaigus" (1993), curtmetratge
- "Eestimaa kaunimad paigad" (1994), curtmetratge
- "Vari seinal" (1994), curtmetratge
- "Autompsyko supervegos" 1995 TUKK
- "Öökull ja kana" 1997 TUKK
- "Libarebased ja kooljad" (1998), tesi de diplomatura
- "Kass kukub käppadele" (1999), pel·lícula de casset amb Jaak Kilmi i Peeter Herzog
- "Töö" (1999), documental
- "Libahundi needus" (2005), telefilm
- "Tabamata ime" curtmetratge (2006) Von Krahl
- "Kuhu põgenevad hinged" (2007)
- "Idioot" (2011)
- "November" (2017)
- "Vaino Vahingu päevaraamat" (2022)
- "La lluita invisible (Nähtamatu võitlus") (2023)